# As Estruturas Elementares do Parentesco
As estruturas elementares do parentesco (em francês Les structures élémentaires de la parenté) é uma obra do antropólogo e filósofo Claude Lévi-Strauss editado pela primeira vez em 1949, nela o autor trata o tema do parentesco de forma a desmentir questões muito discutidas no contexto Cultural.
No primeiro capítulo, o autor desenvolve a ideia de que a cultura não é justa ou superposta à vida. "Existe um comportamento estranho da espécia ao qual o indivíduo possa voltar diante essas coisas." Não há um caráter pré-cultural do homem. A ausência  de regra parece ser um bom critério de diferenciação entre natureza e cultura, porém, constância e regularidade existem nas duas. Nesse sentido, o autor define que o caráter da norma pertence à outra pessoa, enquanto que o caráter universal pertence à natureza. Não Existe um mecanismo de articulação ente natureza e cultura. A proibição  do incesto é regra (caráter normativo da instituição indica o campo da cultura) de caráter universal (do campo da natureza).

## A proibição do incesto é a própria cultura
Distintos intelectuais desenvolveram explicações para a proibição do incesto, explicações das quais pode-se dividir em três tipos:
O primeiro tipo procura manter a dualidade do caráter da proibição (separando natureza e cultura). A proibição seria uma forma de proteger os homens do caráter nefasto do casamento consanguíneo. Mas é prova científica que do ponto de vista da hereditariedade, "as proibições de casamento não parecem justificadas." Esta é uma visão instrumental: a cultura seria entendida como uma solução da sociedade para os problemas da natureza.
O segundo tipo de explicação elimina o termo cultura e explica a proibição pelo seu caráter natural: o homem teria horror instintivo ao incesto. A crítica a esta explicação reside no fato de que se isso fosse realmente instintivo, não haveria necessidade da proibição. Mas a proibição é uma regra social, embora universal.
As explicações do terceiro tipo também eliminam um termo, a natureza. A proibição seria uma regra social, puramente, e o caráter fisiológico seria apenas um aspecto acidental. Articulando o incesto ao totemismo, a proibição seria assim um vestígio da regra da exogamia. Levi-Strauss afirma que uma explicação histórica não esgota o problema. Portanto, o terceiro tipo de explicação é vago.
O problema do incesto não reside em provar quais configurações históricas levaram a tais ou quais modos de instituições de sociedades em particular, mas sim que causa profunda faz com que todas as sociedades em todos os lugares e tempos regulem as relações entre os sexos (este é um olhar sincrônico sobre o problema).
A proibição do incesto é a única regra que assegura o domínio da cultura sobre a natureza. É ao mesmo tempo "o passo dado da natureza e da cultura. A proibição do incesto é o vínculo que une as duas. Sem ela a cultura ainda não está dada; com ela a natureza deixa de existir como um reino soberano."
No capítulo três, destaca-se que a proibição do incesto exprime a passagem dos fato natural da consanguinidade ao fato cultural da aliança. A cultura se inclina diante da fatalidade da herança biológica. Mas a cultura torna-se consciente de seus direitos diante do fenômeno da aliança. A partir de então a natureza não vai mais a diante.
A natureza tem indiferença na modalidade das relações entre os sexos. A natureza impõe a aliança sem determiná-la. A cultura recebe este fato e imediatamente define a modalidade - a natureza deixa a aliança ao acaso, a cultura dá as regras.

## A cultura preenche uma universalidade vaga com a regra
A cultura faz uma intervenção, que é substituir o acaso pela organização.
A base da aliança está no equilíbrio necessário entre dar e receber.
As mulheres seriam um bem escasso, cuja distribuição necessita de uma intervenção coletiva. Isso está baseado na ideia de que a poligamia faz com que o número de mulheres não seja o suficiente. Mesmo se não for essa a modalidade, o problema é que as mulheres desejáveis são uma minoria, portanto o problema da escassez é inevitável. A demanda de mulheres está sempre virtual ou realmente em estado de tensão.
O casamento possui não só uma importância erótica, mas também econômica, na divisão de trabalho entre os sexos.